# Elia Lauricella
Giuseppe Elia Lauricella (Racalmuto, 14 novembre 1707 – Canicattì, 8 novembre 1780) è stato un religioso italiano venerato come servo di Dio dalla Chiesa cattolica.

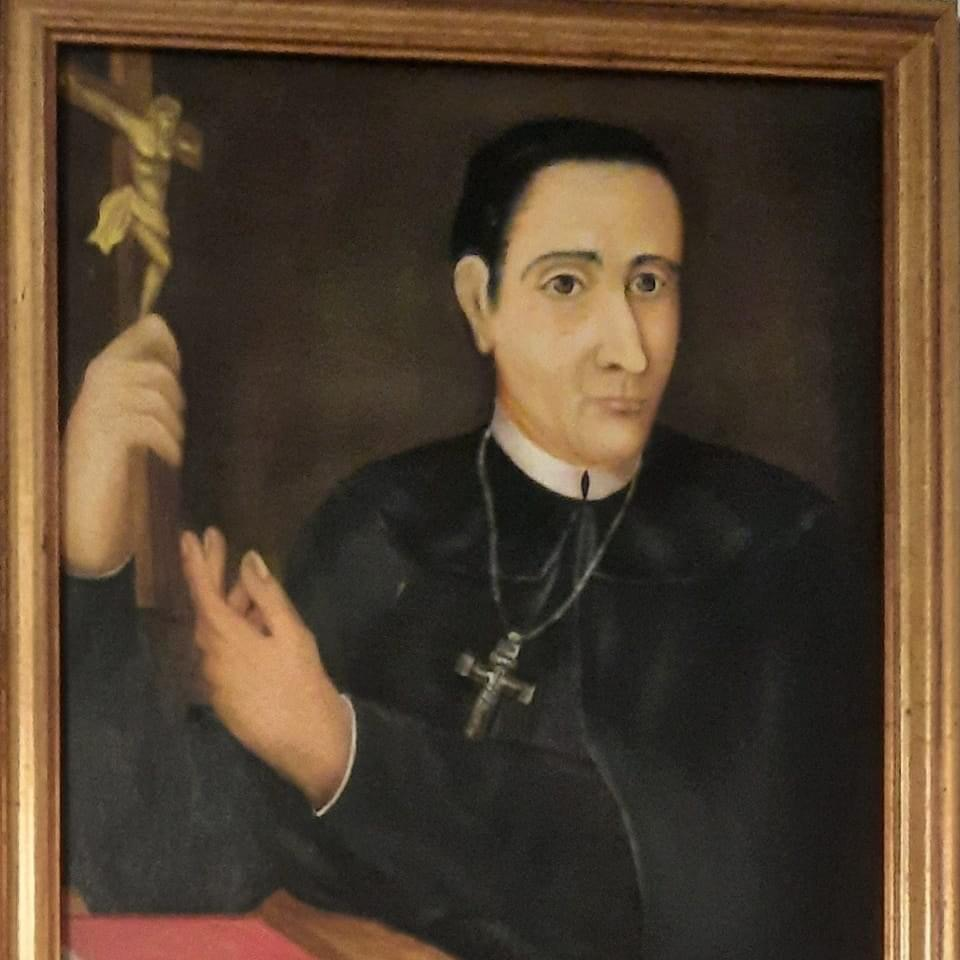
Il servo di Dio Elia Lauricella

Ebbe il dono della profezia e dei miracoli in vita e dopo la morte.
(Nicolò Tinebra Martorana, Racalmuto, memorie e tradizioni)

## Biografia
(Mons. Angelo Ficarra, vescovo di Patti)
Giuseppe Elia Lauricella nacque a Racalmuto, quinto di quindici figli, il 14 novembre 1707, da Michelangelo e Giuseppa Farrauto; il giorno successivo ricevette il sacramento del battesimo.
Intorno ai 15 anni cominciò gli studi presso il Seminario arcivescovile di Agrigento. Terminati gli studi nel 1729, già nel 1732 fu ordinato diacono e, prima di agosto, fu nominato sacerdote.
Fu vicario curato in vari paesi dell’agrigentino come San Biagio Platani e Comitini; divenne in seguito anche maestro di spirito e professore di teologia morale nel seminario di Agrigento.
Egli fondò i Collegi di Racalmuto e di Canicattì, oltre a dirigere quello di Palma di Montechiaro.
Fu anche predicatore apostolico nella Diocesi agrigentina: si distinse in particolare per l'amore verso il prossimo, gli indigenti, le fanciulle nubili, le donne di malavita.
Attraverso i collegi, promosse l’istituzione di scuole ed ospizi per la povera gente, che assisteva giornalmente interessando i ricchi ad aiutarli.
Devotissimo della Madonna, promosse con zelo la recita del Rosario serotino nei paesi in cui era inviato.
Egli morì a Canicattì l’8 novembre 1780, in casa dei nobili Gancitano.

### Dopo la morte
La sua salma fu traslata provvisoriamente nella chiesa San Domenico e quindi nella Chiesa degli Agonizzanti sempre di Canicattì.
Questa fu oggetto di contesa tra i due paesi, poiché si credeva che le spoglie del Lauricella fossero miracolose. Più volte i racalmutesi cercarono di ottenerne i resti: nel 1780, subito dopo la morte del loro concittadino, ed in seguito nel 1782, nel 1785, nel 1923, nel 1927.
La salma fu solennemente tumulata a Racalmuto soltanto il 1 febbraio 1965, dopo più di cento ottantacinque anni dalla sua dipartita, dove giace nel santuario di Maria Santissima del Monte, come da sua stessa volontà testamentaria.